# Fußball-Weltmeisterschaft 1986/Gruppe D
| Pl. | Land       | Sp. | S | U | N | Tore    | Diff. | Punkte |
| --- | ---------- | --- | - | - | - | ------- | ----- | ------ |
| 1.  | Brasilien  | 3   | 3 | 0 | 0 | 005:000 | +5    | 06:0   |
| 2.  | Spanien    | 3   | 2 | 0 | 1 | 005:200 | +3    | 04:20  |
| 3.  | Nordirland | 3   | 0 | 1 | 2 | 002:600 | −4    | 01:50  |
| 4.  | Algerien   | 3   | 0 | 1 | 2 | 001:500 | −4    | 01:50  |

Gruppe D der Fußball-Weltmeisterschaft 1986:

## Brasilien – Spanien 1:0 (0:0)
| Brasilien                                                           | Brasilien | Spanien | Spanien |
| ------------------------------------------------------------------- | --- | --- | ------- |
| Brasilien                                                           | \| 1. Spieltag \| \| Sonntag, 1. Juni 1986 um 12:00 Uhr in Guadalajara (Estadio Jalisco) \| \| Zuschauer: 35.748 \| \| Schiedsrichter: Chris Bambridge ( Australien) \| \| Spielbericht \| | \| 1. Spieltag \| \| Sonntag, 1. Juni 1986 um 12:00 Uhr in Guadalajara (Estadio Jalisco) \| \| Zuschauer: 35.748 \| \| Schiedsrichter: Chris Bambridge ( Australien) \| \| Spielbericht \|                           | Spanien |
| Brasilien                                                           | Carlos – Édson, Júlio César, Edinho , Branco – Alemão, Sócrates, Elzo, Júnior (79. Falcão) – Careca, Walter Casagrande (66. Müller) Cheftrainer: Telê Santana                              | Andoni Zubizarreta – Antonio Maceda – Tomás, Andoni Goikoetxea, Julio Alberto – Míchel, Francisco (82. Juan Señor), José Antonio Camacho , Víctor Muñoz – Emilio Butragueño, Julio Salinas Cheftrainer: Miguel Muñoz | Spanien |
| Brasilien                                                           | 1:0 Sócrates (62.) | | Spanien |
| Brasilien                                                           | Branco (82.) | Julio Alberto (4.) | Spanien |
| 1. Spieltag                                                         | | |         |
| Sonntag, 1. Juni 1986 um 12:00 Uhr in Guadalajara (Estadio Jalisco) | | |         |
| Zuschauer: 35.748                                                   | | |         |
| Schiedsrichter: Chris Bambridge ( Australien)                       | | |         |
| Spielbericht                                                        | | |         |

## Algerien – Nordirland 1:1 (0:1)
| Algerien                                                                   | Algerien | Nordirland | Nordirland |
| -------------------------------------------------------------------------- | --- | --- | ---------- |
| Algerien                                                                   | \| 1. Spieltag \| \| Dienstag, 3. Juni 1986 um 12:00 Uhr in Guadalajara (Estadio Tres de Marzo) \| \| Zuschauer: 22.000 \| \| Schiedsrichter: Waleri Butenko ( Sowjetunion) \| \| Spielbericht \|                                                              | \| 1. Spieltag \| \| Dienstag, 3. Juni 1986 um 12:00 Uhr in Guadalajara (Estadio Tres de Marzo) \| \| Zuschauer: 22.000 \| \| Schiedsrichter: Waleri Butenko ( Sowjetunion) \| \| Spielbericht \|                                           | Nordirland |
| Algerien                                                                   | Larbi El Hadi – Mahmoud Guendouz – Abdellah Liegeon, Noureddine Kourichi, Faouzi Mansouri – Alim Ben Mabrouk, Mohamed Kaci-Saïd, Karim Maroc, Djamel Zidane (71. Lakhdar Belloumi) – Rabah Madjer (33. Rachid Harkouk), Salah Assad Cheftrainer: Rabah Saâdane | Pat Jennings – Jimmy Nicholl, John O’Neill, Alan McDonald, Mal Donaghy – Steve Penney (67. Ian Stewart), David McCreery, Sammy McIlroy , Nigel Worthington – Norman Whiteside (81. Colin Clarke), Billy Hamilton Cheftrainer: Billy Bingham | Nordirland |
| Algerien                                                                   | 1:1 Zidane (59.) | 0:1 Whiteside (6.) | Nordirland |
| Algerien                                                                   | Mansouri (36.) | Worthington (58.), McIlroy (78.), Whiteside (79.) | Nordirland |
| 1. Spieltag                                                                | | |            |
| Dienstag, 3. Juni 1986 um 12:00 Uhr in Guadalajara (Estadio Tres de Marzo) | | |            |
| Zuschauer: 22.000                                                          | | |            |
| Schiedsrichter: Waleri Butenko ( Sowjetunion)                              | | |            |
| Spielbericht                                                               | | |            |

## Brasilien – Algerien 1:0 (0:0)
| Brasilien                                                           | Brasilien | Algerien | Algerien |
| ------------------------------------------------------------------- | --- | --- | -------- |
| Brasilien                                                           | \| 2. Spieltag \| \| Freitag, 6. Juni 1986 um 12:00 Uhr in Guadalajara (Estadio Jalisco) \| \| Zuschauer: 48.000 \| \| Schiedsrichter: Rómulo Méndez ( Guatemala) \| \| Spielbericht \| | \| 2. Spieltag \| \| Freitag, 6. Juni 1986 um 12:00 Uhr in Guadalajara (Estadio Jalisco) \| \| Zuschauer: 48.000 \| \| Schiedsrichter: Rómulo Méndez ( Guatemala) \| \| Spielbericht \|                                                                     | Algerien |
| Brasilien                                                           | Carlos – Édson (10. Falcão), Júlio César, Edinho , Branco – Alemão, Sócrates, Elzo, Júnior – Careca, Walter Casagrande (59. Müller) Cheftrainer: Telê Santana                           | Nacerdine Drid – Mahmoud Guendouz – Abdellah Liegeon, Fodil Megharia, Faouzi Mansouri – Alim Ben Mabrouk, Mohamed Kaci-Saïd, Djamel Menad, Lakhdar Belloumi (80. Djamel Zidane) – Rabah Madjer, Salah Assad (68. Tedj Bensaoula) Cheftrainer: Rabah Saâdane | Algerien |
| Brasilien                                                           | 1:0 Careca (66.) | | Algerien |
| 2. Spieltag                                                         | | |          |
| Freitag, 6. Juni 1986 um 12:00 Uhr in Guadalajara (Estadio Jalisco) | | |          |
| Zuschauer: 48.000                                                   | | |          |
| Schiedsrichter: Rómulo Méndez ( Guatemala)                          | | |          |
| Spielbericht                                                        | | |          |

## Spanien – Nordirland 2:1 (2:0)
| Spanien                                                                   | Spanien | Nordirland | Nordirland |
| ------------------------------------------------------------------------- | --- | --- | ---------- |
| Spanien                                                                   | \| 2. Spieltag \| \| Samstag, 7. Juni 1986 um 12:00 Uhr in Guadalajara (Estadio Tres de Marzo) \| \| Zuschauer: 28.000 \| \| Schiedsrichter: Horst Brummeier ( Österreich) \| \| Spielbericht \|                                           | \| 2. Spieltag \| \| Samstag, 7. Juni 1986 um 12:00 Uhr in Guadalajara (Estadio Tres de Marzo) \| \| Zuschauer: 28.000 \| \| Schiedsrichter: Horst Brummeier ( Österreich) \| \| Spielbericht \|                                            | Nordirland |
| Spanien                                                                   | Andoni Zubizarreta – Ricardo Gallego – Tomás, Andoni Goikoetxea, José Antonio Camacho – Míchel, Víctor Muñoz, Francisco, Rafael Gordillo (54. Ramón Calderé) – Emilio Butragueño, Julio Salinas (78. Juan Señor) Cheftrainer: Miguel Muñoz | Pat Jennings – Jimmy Nicholl, John O’Neill, Alan McDonald, Mal Donaghy – Steve Penney (54. Ian Stewart), David McCreery, Sammy McIlroy , Nigel Worthington (70. Billy Hamilton) – Norman Whiteside, Colin Clarke Cheftrainer: Billy Bingham | Nordirland |
| Spanien                                                                   | 1:0 Butragueño (2.) 2:0 Julio Salinas (18.) | 2:1 Clarke (47.) | Nordirland |
| Spanien                                                                   | Muñoz (50.) | Hamilton (85.) | Nordirland |
| 2. Spieltag                                                               | | |            |
| Samstag, 7. Juni 1986 um 12:00 Uhr in Guadalajara (Estadio Tres de Marzo) | | |            |
| Zuschauer: 28.000                                                         | | |            |
| Schiedsrichter: Horst Brummeier ( Österreich)                             | | |            |
| Spielbericht                                                              | | |            |

## Brasilien – Nordirland 3:0 (2:0)
| Brasilien                                                               | Brasilien | Nordirland | Nordirland |
| ----------------------------------------------------------------------- | --- | --- | ---------- |
| Brasilien                                                               | \| 3. Spieltag \| \| Donnerstag, 12. Juni 1986 um 12:00 Uhr in Guadalajara (Estadio Jalisco) \| \| Zuschauer: 51.000 \| \| Schiedsrichter: Siegfried Kirschen ( DDR) \| \| Spielbericht \| | \| 3. Spieltag \| \| Donnerstag, 12. Juni 1986 um 12:00 Uhr in Guadalajara (Estadio Jalisco) \| \| Zuschauer: 51.000 \| \| Schiedsrichter: Siegfried Kirschen ( DDR) \| \| Spielbericht \|                                                  | Nordirland |
| Brasilien                                                               | Carlos – Josimar, Júlio César, Edinho , Branco – Alemão, Sócrates (68. Zico), Elzo, Júnior – Müller (27. Walter Casagrande), Careca Cheftrainer: Telê Santana                              | Pat Jennings – Jimmy Nicholl, John O’Neill, Alan McDonald, Mal Donaghy – David Campbell (71. Gerry Armstrong), David McCreery, Sammy McIlroy , Ian Stewart – Norman Whiteside (67. Billy Hamilton), Colin Clarke Cheftrainer: Billy Bingham | Nordirland |
| Brasilien                                                               | 1:0 Careca (15.) 2:0 Josimar (42.) 3:0 Careca (87.) | | Nordirland |
| Brasilien                                                               | Donaghy (12.) | | Nordirland |
| 3. Spieltag                                                             | | |            |
| Donnerstag, 12. Juni 1986 um 12:00 Uhr in Guadalajara (Estadio Jalisco) | | |            |
| Zuschauer: 51.000                                                       | | |            |
| Schiedsrichter: Siegfried Kirschen ( DDR)                               | | |            |
| Spielbericht                                                            | | |            |

## Spanien – Algerien 3:0 (1:0)
| Spanien                                                                   | Spanien | Algerien | Algerien |
| ------------------------------------------------------------------------- | --- | --- | -------- |
| Spanien                                                                   | \| 3. Spieltag \| \| Donnerstag, 12. Juni 1986 um 12:00 Uhr in Monterrey (Estadio Tecnológico) \| \| Zuschauer: 23.980 \| \| Schiedsrichter: Shizuo Takada ( Japan) \| \| Spielbericht \|                                       | \| 3. Spieltag \| \| Donnerstag, 12. Juni 1986 um 12:00 Uhr in Monterrey (Estadio Tecnológico) \| \| Zuschauer: 23.980 \| \| Schiedsrichter: Shizuo Takada ( Japan) \| \| Spielbericht \|                                                                   | Algerien |
| Spanien                                                                   | Andoni Zubizarreta – Ricardo Gallego – Tomás, Andoni Goikoetxea, José Antonio Camacho – Míchel (63. Juan Señor), Víctor Muñoz, Francisco, Ramón Calderé – Emilio Butragueño (46. Eloy), Julio Salinas Cheftrainer: Miguel Muñoz | Nacerdine Drid (20. Larbi El Hadi) – Mahmoud Guendouz – Faouzi Mansouri, Noureddine Kourichi, Fodil Megharia – Karim Maroc, Mohamed Kaci-Saïd, Lakhdar Belloumi, Djamel Zidane (58. Djamel Menad) – Rachid Harkouk, Rabah Madjer Cheftrainer: Rabah Saâdane | Algerien |
| Spanien                                                                   | 1:0 Calderé (15.) 2:0 Calderé (68.) 3:0 Eloy (70.) | | Algerien |
| Spanien                                                                   | Goikoetxea (89.) | Madjer (33.) | Algerien |
| 3. Spieltag                                                               | | |          |
| Donnerstag, 12. Juni 1986 um 12:00 Uhr in Monterrey (Estadio Tecnológico) | | |          |
| Zuschauer: 23.980                                                         | | |          |
| Schiedsrichter: Shizuo Takada ( Japan)                                    | | |          |
| Spielbericht                                                              | | |          |